# Puertas antiguas de Ganyá
Las Puertas antiguas de Ganyá fueron una obra maestra de artesanía de los siglos X al XI.

## Historia
En 1063, Shavur I, gobernante de la dinastía Shaddadida, decidió construir un castillo alrededor de Ganyá. Seis grandes puertas fueron erigidas en diferentes direcciones de la ciudad. Por orden de Shavur, el maestro azerbaiyano Ibrahim ibn Osman construyó las puertas, eran de hierro fundido decoradas en el exterior con adornos estampados y motivos realizados según el método de persecución. El adorno contenía el nombre del maestro en escritura cúfica y la fecha de finalización de la puerta. Las inscripciones en árabe cúfico en la hoja sobreviviente de la puerta rezaban: «Con el nombre de Allah, el misericordioso y benevolente. El Excelentísimo Sayyid Shawur ibn Al-Fazl - ¡Que Allah mantenga su supremacía por más tiempo! - ordenó que esta puerta se construyera con la ayuda de Abul Faraj Muhammad ibn Abdulla - Que Allah le dé el éxito también. El trabajo de Smith Ibrahim ibn Osman Angaveyh. (1063)».
En 1139 ocurrió un fuerte terremoto en Ganyá y prácticamente destruyó la ciudad. El terremoto fue tan fuerte que la parte superior del monte Kapaz, al suroeste de la ciudad, se derrumbó, cayó al río Aghsu y creó el lago Göygöl y otros pequeños lagos. El rey Demetrio I de Georgia aprovechó el terremoto para atacar y saquear a la indefensa Ganyá. Capturó las puertas como su trofeo. Las puertas que pesaban unas cuantas toneladas fueron transportadas por los ciudadanos sobrevivientes de Ganyá a sus espaldas. Únicamente la mitad de una puerta ha sobrevivido. Está enclavada en la pared del monasterio de Gelati frente a la tumba del rey georgiano David IV.

## Galería

Puertas de Ganyá
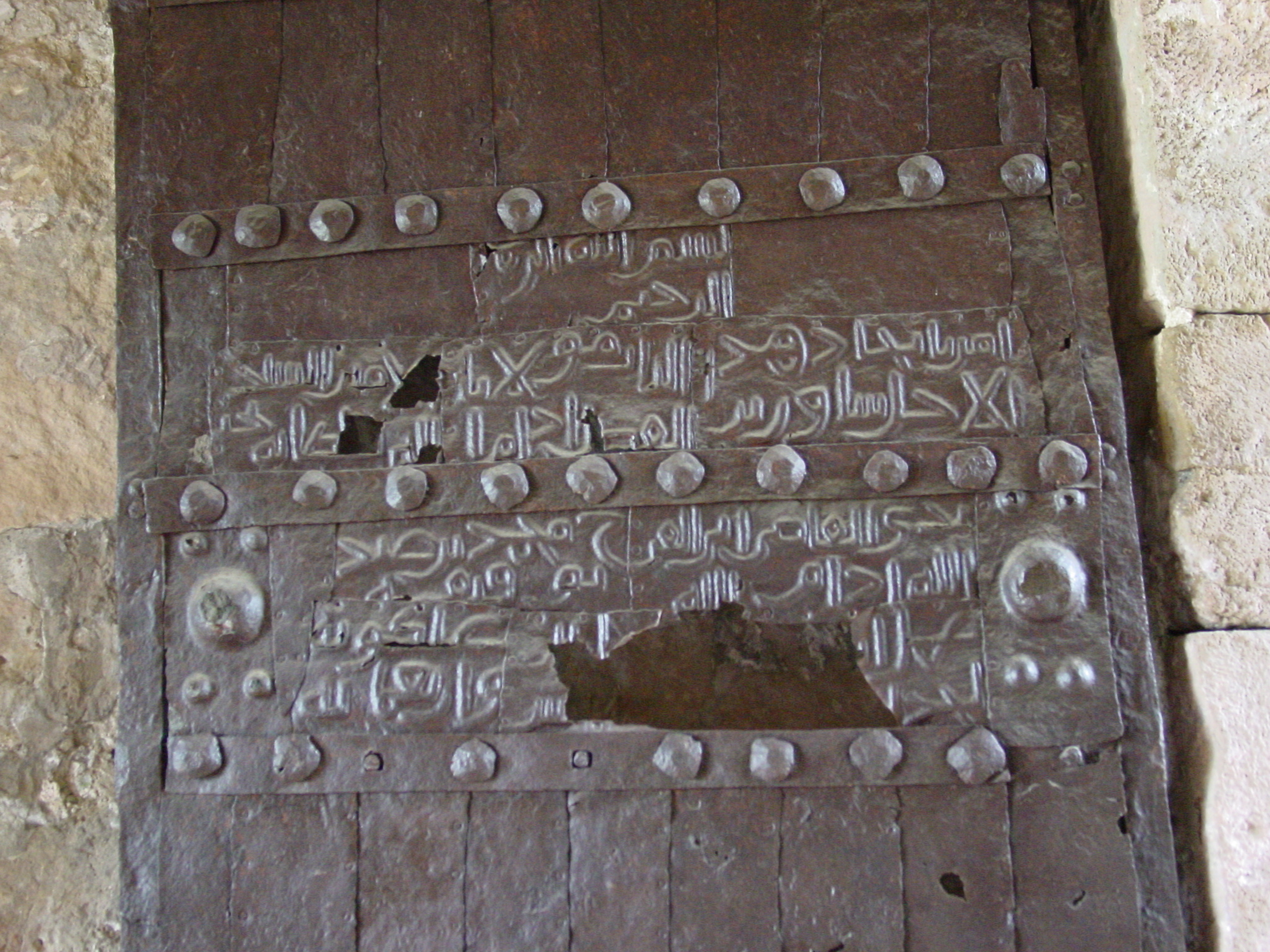
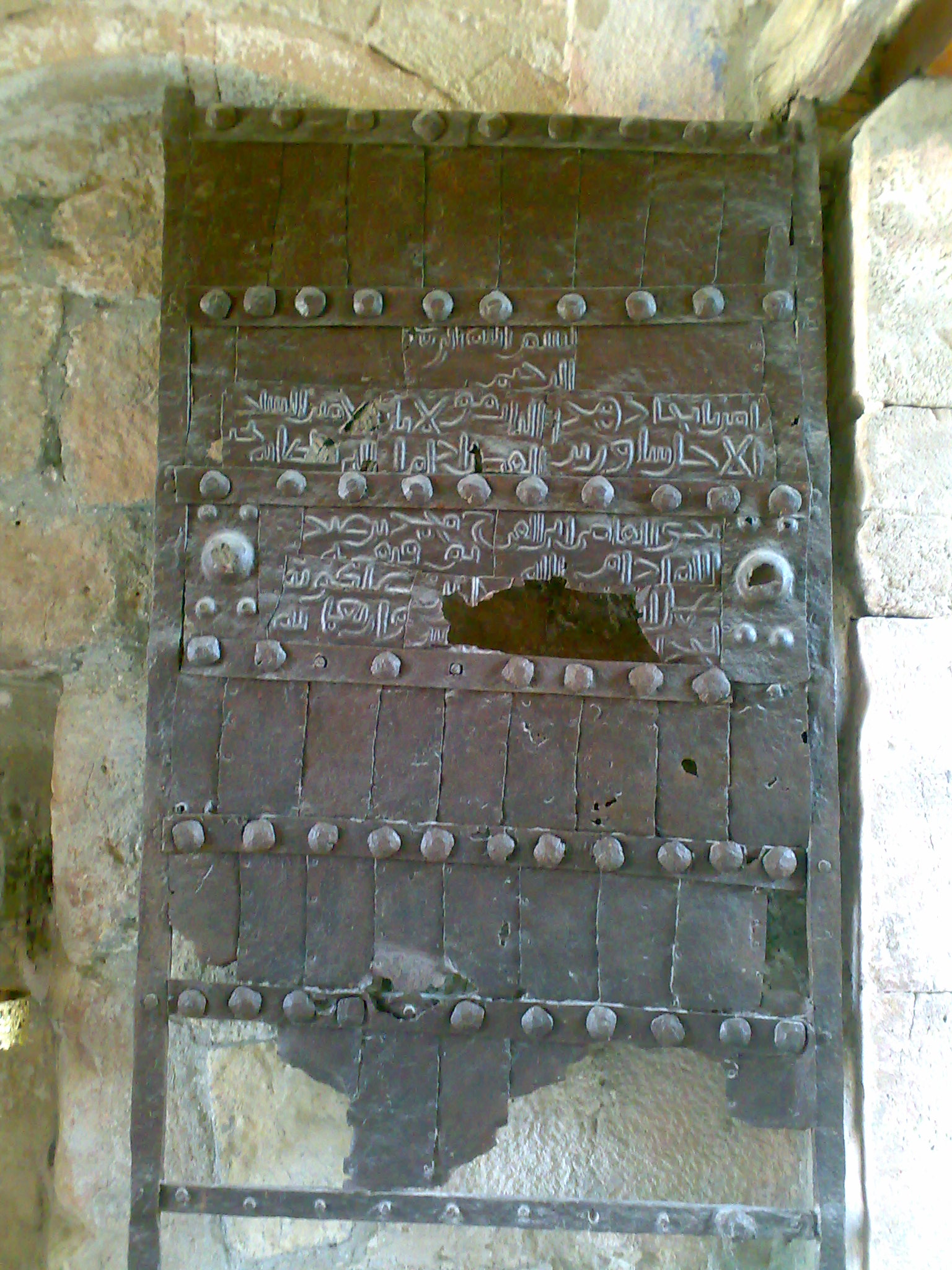